# Fehér Agyar (film, 2018)
A Fehér Agyar (eredeti cím: Croc-Blanc) 2018-as  francia–luxemburgi 3D-s számítógépes animációs film, amelyet Alexandre Espigares rendezett.
A forgatókönyvet Serge Frydman, Philippe Lioret, Dominique Monféry és Jack London írta. A producerei Clement Calvet, Lilian Eche, Jérémie Fajner, Christel Henson, Peter Saraf és Marc Turtletaub. A film zeneszerzője Bruno Coulais. A film gyártója a Super Prod, a Bidibul Productions és a Big Beach Productions, forgalmazója a Wild Bunch Distribution. Műfaja kalandfilm. 
Bemutatója Franciaországban 2018. március 28. Magyarországon szinkronosan 2019. szeptember 4-től elérhető a Netflixen.

## Szereplők
| Szereplő     | Eredeti hang      | Magyar hang     |
| ------------ | ----------------- | --------------- |
| Maggie Scott | Virginie Efira    | Györgyi Anna    |
| Weedon Scott | Raphaël Personnaz | Dolmány Attila  |
| Szép Smith   | Dominique Pinon   | Seder Gábor     |
| Curtis       | Laurent Natrella  | Turi Bálint     |
| William      | Tom Morton        | Sörös Miklós    |
| Jim Hall     | Gilles Morvan     | Németh Gábor    |
| Bukméker     | Julien Muller     | Tárnok Csaba    |
| Vicsi        | Claire Baradat    | Laurinyecz Réka |
| Szürke Hód   | Eddie Spears      | Jakab Csaba     |
| Hank         | TBA               | Kajtár Róbert   |
| Sas          | TBA               | Novkov Máté     |

### Magyar változat
- Magyar szöveg: Kis János
- Hangmérnök: Árvai Zoltán
- Gyártásvezető: Farkas Márta
- Szinkronrendező: Nikodém Gerda

A szinkront a Direct Dub Studios készítette.